# 1951-es magyar teniszbajnokság
Az 1951-es magyar teniszbajnokság az ötvenkettedik magyar bajnokság volt. A bajnokságot szeptember 3. és 12. között rendezték meg Pécsett, a Pécsi Dózsa teniszpályáján.

## Eredmények
| Versenyszám  | Arany                                       | Arany | Ezüst                                  | Ezüst | Bronz                                   | Bronz |
| ------------ | ------------------------------------------- | ----- | -------------------------------------- | ----- | --------------------------------------- | ----- |
| Férfi egyéni | Katona Zoltán Budapest                      |       | Bujtor Frigyes Budapest                |       | Ádám András Budapest                    |       |
| Női egyéni   | Wolfné Peterdy Márta Budapest               |       | Jávori Márta Budapest                  |       | Somogyi Klára Budapest                  |       |
| Férfi páros  | Ádám András, Bujtor Frigyes Budapest        |       | Lénárt László, dr. Simon Béla Budapest |       | Katona Zoltán, Frigyessy Tibor Budapest |       |
| Női páros    | Wolfné Peterdy Márta, Jusits Ilona Budapest |       | Jávori Márta, Somogyi Klára Budapest   |       | Vad Zsuzsa, Rohrböck Józsefné Budapest  |       |
| Vegyes páros | Fehér Kálmán, dr. Hidassy Dezsőné Budapest  |       | Katona Zoltán, Katona Margit Budapest  |       | Bujtor Frigyes, Jávori Márta Budapest   |       |